# Amiota spinifemorata
Amiota spinifemorata är en tvåvingeart som beskrevs av Li och Chen 2008. Amiota spinifemorata ingår i släktet Amiota och familjen daggflugor.
Artens utbredningsområde är Yunnan (Kina). Inga underarter finns listade i Catalogue of Life.